# Louis-François de Bausset-Roquefort

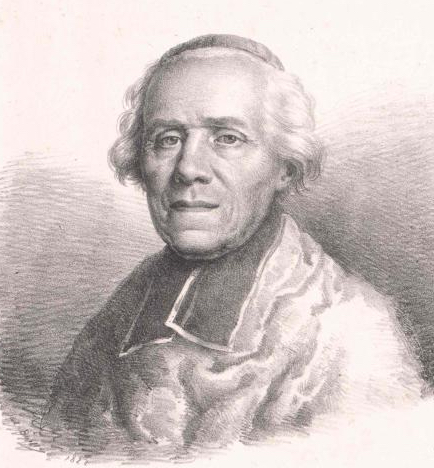
Kardinal Louis-François de Bausset-Roquefort

Louis-François de Bausset-Roquefort (* 14. Dezember 1748 in Pondichéry, Indien; † 21. Juni 1824 in Paris) war ein Kardinal der Römischen Kirche.

## Leben
Nachdem de Bausset-Roquefort am Collège La Flèche in Paris seine erste Ausbildung erhalten hatte, wechselte er in das Priesterseminar St-Sulpice de Paris, wo er seine theologischen Studien mit einem Lizentiat abschloss. 1773 empfing er die Priesterweihe, er wurde 1775 Generalvikar im Erzbistum Aix und 1778 Generalvikar und Diözesanadministrator des Bistums Digne (Kirchenprovinz Marseille).
Am 25. Juni 1784 zum Bischof von Alès ernannt, empfing er am 18. Juli 1784 in Issy die Bischofsweihe durch den Erzbischof von Aix, Jean-de-Dieu-Raymond de Boisgelin de Cucé. 1788 lehnte er die Ernennung zum Bischof von Grenoble ab. 1791 verweigerte er den Eid auf die Zivilkonstitution und ging in die Schweiz. Bereits 1792 kehrte er nach Frankreich zurück, wo er jedoch nach dem Fall von Maximilien Robespierre eine kurze Haftstrafe verbüßte. Nun in Villemoison lebend, verzichtete er am 22. September 1801 auf sein Bistum, das am 29. November desselben Jahres aufgehoben wurde. Seine schwache Gesundheit verhinderte die Übernahme einer neuen Diözese, doch wurde er am 21. März 1806 Kanoniker an Saint-Denis, 1808 Mitglied des Rates der Université de France und 1816 Mitglied der Académie française. Bereits 1815 wurde er Pair von Frankreich.
Papst Pius VII. berief Bausset am 28. Juli 1817 als Kardinalpriester ins Kardinalskollegium, doch erhielt er niemals den roten Hut oder eine Titelkirche. Seit 1821 Staatsminister, nahm er an keinem Konklave teil.